# 尚义镇
尚义镇，是中华人民共和国四川省眉山市东坡区下辖的一个乡镇级行政单位。2019年12月，撤销象耳镇和白马镇，将其所属行政区域划归尚义镇管辖。

## 行政区划
尚义镇下辖以下地区：
正中街社区、李店子社区、全意村、人民村、顺河村、黄庙村、舒林村、熊公村、云阁村、寿灵村、中心村、太宝村、万冲村、观音村、三官村、马庙村、红岗村、七里村、乐象村和英勇村。